# Lobsang Dargyal
Ne doit pas être confondu avec Shiwo Lobsang Dhargye.
Lobsang Dhargyal aussi appelé Drachi Phunrabpa Lobsang Dargyé (tibétain : གྲ་ཕྱི་ཕུན་རབ་བློ་བཟང་དར་རྒྱས, Wylie : gra phyi phun rab blo bzang dar rgyas) et Kasur Lobsang Dhargyal (tibétain : བཀའ་ཟུར་བློ་བཟང་དར་རྒྱས, Wylie : bka' zur blo bzang dar rgyas) né en 1937 à Lhassa et mort le 23 novembre 2023 à Dharamsala est un moine devenu homme politique tibétain en exil en Inde.

## Biographie

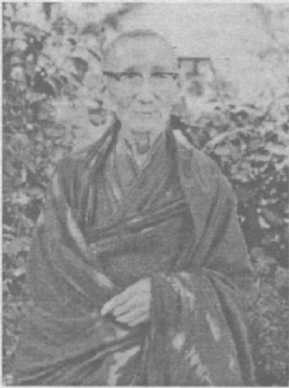
Dakgyab Rinpoché

Né en 1937 à Lhassa dans une grande famille tibétaine ayant des liens anciens avec Dorjé Dragden, fils de Drachi Phunrabpa Kunzang Tsültrim (mort quand son fils a 9 ans), Lobsang Dhargyal fut moine au monastère de Nechung avant de s'exiler du Tibet en 1959 avec Drakyab Rinpoché, 14e réincarnation de Potowa Rinchen Sel, du collège de Sera Mey du monastère de Sera. Il apprend l'anglais dans une école de Kalimpong pendant quatre ans et enseigne la langue tibétaine aux étudiants.
En 1963, il accompagne Drakyab Rinpoché, chargé par le gouvernement tibétain de prendre soin des besoins spirituels des réfugiés tibétains du camp de Lugsung Samling à Bylakuppe dans le sud de l'Inde. Il y reste pendant six ans. Pendant cette période, Lobsang Dhargyal organise un programme d'éducation pour les adultes de ce camp. Il est élu membre du conseil d'administration de la Société coopérative du camp. Plus tard, il en devient secrétaire. 

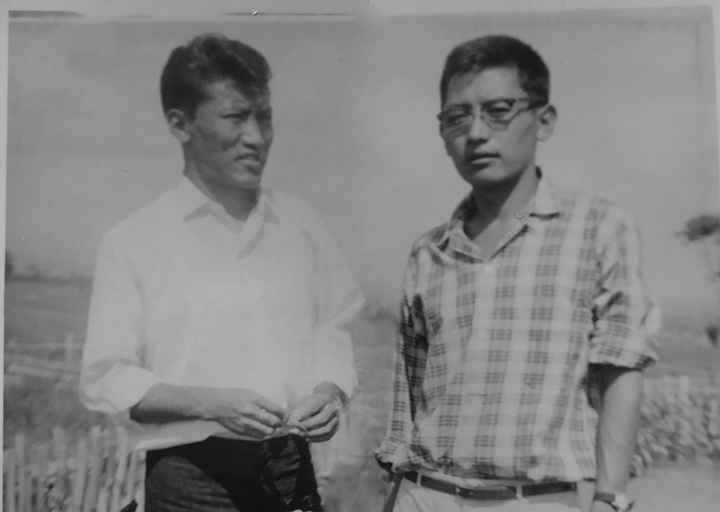
Losang Thonden (à gauche) avec son cousin Phunrab Lobsang Dhargyal Drache dans le sud de l'Inde.

En 1969, Lobsang Dhargyal est élu à l'Assemblée du Parlement tibétain en exil où il représente l'Ü-Tsang. Il est réélu en 1972 et en 1976, année où il est nommé vice-président de l'Assemblée. En 1979, il est l'un des membres de la première délégation d'enquête tibétaine au Tibet. Cette même année, à l'expiration de son mandat de député, il est nommé secrétaire du ministère des Finances. En 1983, il est nommé ministre du cabinet du gouvernement tibétain en exil par le 14e dalaï-lama et est ministre des finances jusqu'en 1990 quand l'ensemble du cabinet démissionne pour ouvrir la voie à un cabinet ministériel démocratiquement élu, selon les souhaits du dalaï-lama. 
Lobsang Dhargyal a travaillé au sein du conseil de plusieurs comités, économiques, politiques et académiques de l'administration tibétaine en exil. Il était président du Conseil de planification de l'administration tibétaine en exil avant sa nomination par le dalaï-lama au poste de commissaire en chef de la Commission suprême de justice tibétaine fondée en 1992. En vertu des dispositions de la Charte des Tibétains en exil, l'Assemblée du Parlement tibétain en exil au cours de sa session d'hiver a approuvé à l'unanimité cette nomination, qui fut effective à partir du 11 mars. Il prit sa retraite le 19 septembre 2002 et fut remplacer à cette fonction par Jadur Sonam Sangpo.
Pendant les cinq premières années de la Commission de la justice, Lobsang Dargyal, premier et seul commissaire à la justice, supervise la rédaction du Code judiciaire tibétain. Sans formation juridique, il se tourne vers des  professeurs de droit et rencontre aux États-Unis en 1998 Stephen Breyer, alors juge à la Cour suprême des États-Unis.
En septembre 2005, à Dharamsala, il participe à un conclave des anciens ministres tibétains pour faire un bilan des actions passés et réfléchir sur le cours futur de l'action.
En septembre 2014, il est un des 3 membres du comité de sélection des candidats dont l'un, Kargyu Dhondup, est élu commissaire en chef de la Commission suprême de justice tibétaine par le Parlement tibétain en exil.
Lobsang Dhargyal Phunrab meurt le 23 novembre 2023 à Dharamsala. Son épouse, sa fille et son fils lui survivent.